# Bienosaurus
Bienosaurus lufengensis
Genre
Espèce
Bienosaurus (ce qui signifie lézard du bien) est un genre fossile de dinosaures de la famille des Scelidosauridae de Chine et qui a vécu au cours du Jurassique inférieur (Sinémurien), il y a environ 195 Ma (millions d'années). On ne lui connait à l'heure actuelle qu'une seule espèce, Bienosaurus lufengensis.
Il est considéré nomen dubium par R.B. Irmis et F. Knoll (2008), et M.C. Langer, M.D. Ezcurra, J.S. Bittencourt et F.E. Novas (2010),.
Dans leur étude de 2019, Thomas J. Raven, Paul M. Barrett, Xing Xu, et Susannah C.R. Maidment considèrent qu'il pourrait être possiblement identique à Tatisaurus (en) de la même formation.

## Découverte
Il fut découvert par Dong Zhiming en 2001.

## Matériel holotype
Il est connu sur la base d'une mâchoire inférieure droite et de dents.

## Classification
Il possédait de fortes affinités avec Scelidosaurus.

## Paléoécologie
Article principal : Formation de Lufeng.

## Publication originale
- (en) Dong Zhiming, « Primitive armored dinosaur from the Lufeng Basin, China », dans Darren H. Tanke et Kenneth Carpenter, Mesozoic Vertebrate Life, États-Unis, Indiana University Press, juillet 2001, 600 p. (ISBN 978-0253339072), p. 237-242.